# Stazione di Florencio Varela
La stazione di Florencio Varela (Estación Florencio Varela in spagnolo) è una stazione ferroviaria della linea Roca situata nell'omonima città della provincia di Buenos Aires.